# Nokia Asha
Nokia Asha é uma família de produtos celulares projetada pela empresa finlandesa Nokia, lançada em outubro de 2011. Todos os celulares da primeira geração utilizam o sistema operacional proprietário Series 40. Já os aparelhos da segunda geração, lançado em maio de 2013 com o Nokia Asha 501, vem como um novo sistema, Nokia Asha. A Séria Nokia Asha é uma gama low-end de smartphones e telefones celulares produzidos e comercializados pela Microsoft Mobile, e anteriormente pela própria Nokia.

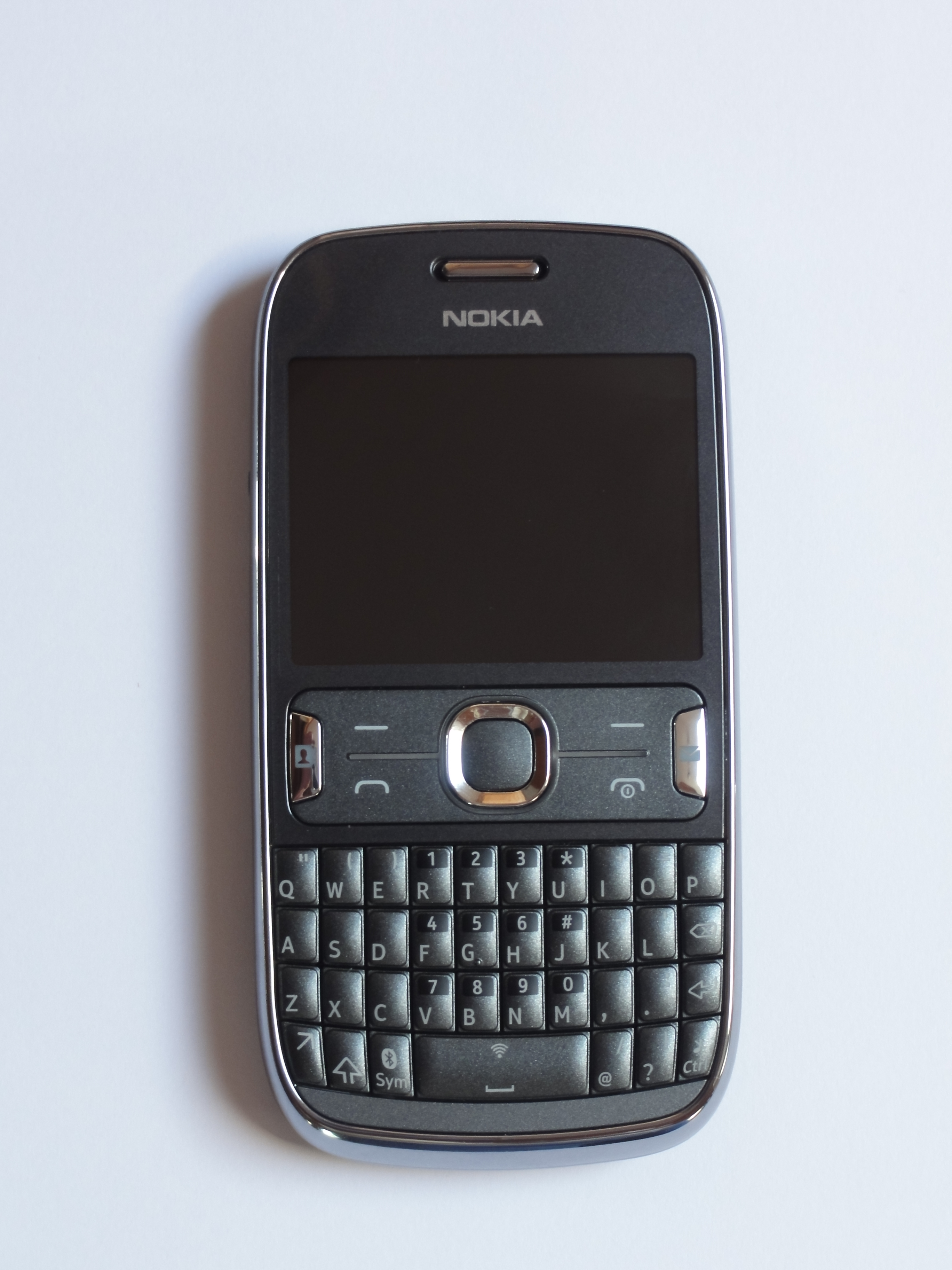
Nokia Asha 302.

A palavra "Asha" tem origem de um sânscrito que significa "esperança". A Microsoft tem como objetivo usar a linha Asha como uma "rampa" para o Windows Phone.
O Asha 501 (primeiro a ser anunciado), Asha 500, Asha 502 e Asha 503 são alimentados pela plataforma Nokia Asha Série X50, que se baseia no S40 e Smarterphone.

## Produtos

### Primeira geração
- 200
- 201
- 202
- 203
- 205
- 206
- 207
- 208
- 210
- 300
- 301
- 302
- 303
- 305
- 306
- 308
- 309
- 310
- 311

### Segunda geração
- 500
- 501
- 502
- 503

| Modelo do celular | Tipo de tela                           | Lançado                 | Tecnologia  | Plataforma    | Geração    | Câmera                       |
| Nokia 500         | Tela de toque capacitivo               | 22 de Outubro de 2013   | GSM/EDGE    | Nokia Asha OS | Full-touch | 2 megapixels                 |
| Nokia 501         | Tela de toque capacitivo               | 09 de Maio de 2013      | GSM/UMTS    | Nokia Asha OS | Full-touch | 3.2 megapixels               |
| Nokia 502         | Tela de toque capacitivo               | 22 de Outubro de 2013   | GSM/UMTS    | Nokia Asha OS | Full-touch | 5 megapixels                 |
| Nokia 503         | Tela de toque capacitivo/Gorilla Glass | 22 de Outubro de 2013   | HSDPA/HSUPA | Nokia Asha OS | Full-touch | 5 megapixels (com Flash Led) |
| Nokia 230         | Tela de toque capacitivo               | 24 de Fevereiro de 2014 | GSM/EDGE    | Nokia Asha OS | Full-touch | 1.3 megapixels               |